# Carpobrotus
A Carpobrotus a szegfűvirágúak (Caryophyllales) rendjébe, ezen belül a kristályvirágfélék (Aizoaceae) családjába tartozó nemzetség.

## Előfordulásuk
A Carpobrotus-fajok természetes előfordulási területe magába foglalja Ausztrália legnagyobb részét, beleértve Tasmaniát is, a Dél-afrikai Köztársaságot és Afrika délkeleti partmentét, az egykori Jugoszlávia területét, valamint Argentína és Chile egyes vidékeit. Az ember azonban betelepítette sok más helyre is, például Floridába és Észak-Amerika nyugati partjára Oregontól egészen Közép-Mexikóig, Dél-Amerika több térségébe, de főleg Brazíliába, Európa déli és nyugati országaiba, a Szahara északnyugati részébe, Ázsiában a Törökország és Izrael közé eső térségbe, valamint Új-Zélandra.

## Rendszerezés
A nemzetségbe az alábbi 13 faj tartozik:
- Carpobrotus acinaciformis (L.) L.Bolus
- Carpobrotus aequilaterus (Haw.) N.E.Br.
- Carpobrotus chilensis (Molina) N.E.Br.
- Carpobrotus deliciosus (L.Bolus) L.Bolus
- Carpobrotus dimidiatus (Haw.) L.Bolus
- hottentottafüge (Carpobrotus edulis) (L.) N.E.Br. - típusfaj
- Carpobrotus glaucescens (Haw.) Schwantes
- Carpobrotus mellei (L.Bolus) L.Bolus
- Carpobrotus modestus S.T.Blake
- Carpobrotus muirii (L.Bolus) L.Bolus
- Carpobrotus quadrifidus L.Bolus
- Carpobrotus rossii (Haw.) Schwantes
- Carpobrotus virescens (Haw.) Schwantes